# Пензин, Виктор Петрович
Виктор Петрович Пензин (15 ноября 1938, Пенза — 9 мая 2022) — советский и российский художник-график, основоположник жанра современного лубка, монументалист, президент и основатель Академии народного искусства России, инициатор создания и первый директор «Музея народной графики» в Москве (1989—2014), член Союза художников РСФСР (с 1967), председатель графической секции МООСХ РСФСР «Российский лубок» (с 1986 г.), почётный гражданин городов Спасска Пензенской области (2013) и Дубровно Витебской области Республики Беларусь (2019).

## Биография
Родился 15 ноября 1938 года в Пензе. Его отец, Пётр Алексеевич Пензин, погиб под Выборгом в 1941 году. Мать воспитывала Виктора и его старшую сестру одна.
Рисовать начал в пять лет — двоюродная сестра брала его с собой на занятия в художественное училище.
Одновременно с учёбой в школе-семилетке он занимался изокуружке Дома пионеров. В 1953—1958 годах учился у И. В. Горюшкина-Сорокопудова и Никиты Карповича Краснова (1897—1976) в Пензенском художественном училище. В Харьковский художественный институт его не приняли, московскую «Строгановку» — тоже. И он подал документы в Московский полиграфический институт, где учился у А. Д. Гончарова, окончив его в 1963 году.
В 1960—1987 годах Виктор Пензин создал графические серии: «Русь. Времена первые — времена космические», «Страницы истории России», «Народный ежегодник» (гороскопы), «Времена года», «Моя Родина», «Совет да любовь» (свадебные обряды) и другие. Автор ряда открыток (Белочка, Котёнок, Сова, Лев, Кукушка, Петушок — красный гребешок, Райская птичка), вышедших в издательстве «Изобразительное искусство» в 1972 году.
С 1967 года — член Союза художников РСФСР.
В 1968 году в Центральном доме работников искусств в Москве состоялась первая персональная выставка Виктора Пензина. В этом же году участвовал во Всесоюзной художественной выставке, посвящённой 50-летию ВКЛСМ, и был награжден поездкой в Болгарию.
В 1973—1977 годы жил и работал монументалистом в Пензе, где создал многочисленные монументальные работы, среди которых: 
- комплексное оформление первого в Пензенской области туристского комплекса, Всесоюзной турбазы «Чембар» (город Белинский) — горельефы «Виссарион Белинский», «Михаил Лермонтов», скульптура «Журавушка» (в 1992 году была перенесена на территорию музея-усадьбы В. Г. Белинского);
- Башенные часы-гороскоп на главном фасаде железнодорожного вокзала станции «Пенза-1» (демонтированы);
- комплексное оформление Дома политпросвещения  в Пензе (ныне Дом Молодёжи) — от главного фасада здания до сцены;
- комплексное оформление кукольного театра «Орлёнок» (Пенза, ул. Московская, 17);
- витражи «Сказки Ахунского леса» в санатории им. В. В. Володарского в Пензе (демонтированы)[10][11];
- Книга-оклад (находится в стилобате монумента воинской и трудовой Славы в Пензе);
- стела-знак (горельеф М. Ю. Лермонтова) на трассе Пенза—Тамбов при повороте на музей-заповедник «Тарханы» (демонтирована).

В 1978—1982 годы занимался монументальным оформлением объектов в Москве, в Московской и Рязанской (посёлок Сапожок) областях, а также оформлением детского городка в Джаркургане Узбекской ССР.
C 1980 по 1992 год — заместитель председателя Совета по изобразительному искусству Дома дружбы с народами зарубежных стран.
В 1982 году Пензин организовал в Москве товарищество художников «Мастерская народной графики „Советский лубок“», в которое вошли более 120 художников из разных регионов страны (среди них О. Подкорытов, Ю. Ноздрин, А. Максимов, Ю. Мовчан). В ходе работы мастерской удалось собрать редчайшие экспонаты народного графического искусства, разработать стилистику лубка, начать выставочную деятельность. За 1980-е годы были восстановлены канонические печатные формы по 120 различным лубочным сюжетам: духовный лубок, сатирический лубок, исторический лубок, бытовой, песенный лубок (ранние гравюры XVII–XVIII вв., литографский лубок XIX в., реконструированы лубки XVII–XVIII веков). В 1983 году вышел двухтомник «Народная гравированная книга Василия Кореня 1692—1696» советского искусствоведа Антонины Георгиевны Сакович, посвящённый творчеству Василия Кореня. Единственный частично уцелевший экземпляр книги (36 листов) хранится в Отделе редкой книги Российской национальной библиотеки в Санкт-Петербурге. Эта книга стала фундаментом создания нового вида графики — русский лубок. Мастерская воссоздала 36 листов «Библии для бедных» Кореня.
На это у нас ушло 10 лет. «Библию» мы восстановили по тем же канонам, те же доски, те же красители. К примеру, сурик (это красный цвет) мы делали из кирпича, жжёной глины. На озере в Вологодской области брали камни, растирали на яичном желтке. Ведь в старые времена всё делалось из природных материалов. Мы восстановили эти технологии,
— Виктор Петрович Пензин.
В 1989 году продолжением деятельности коллектива мастерской стало учреждение под эгидой Всероссийского Фонда культуры в 1989 году единственного в России Музея народной графики; 22 мая 1992 года в Москве, в Малом Головином переулке (д. 10/9, стр. 1), открылся «Музей народной графики», созданный по инициативе Виктора Пензина и при поддержке Комитета культуры при правительстве Москвы. Основу фондов музея составила коллекция В. П. Пензина, дополненная реконструкциями древних листов, а также произведениями современных мастеров-лубочников. При музее была открыта детская художественная школа «Все краски лубка». Первым директором музея более 25 лет был Виктор Петрович Пензин. В 2003 году музей был преобразован в Государственный музей народной графики, а в 2015 году был объединён с Музеем  наивного искусства в «Музей русского лубка и наивного искусства» (МРЛИНИ). В 2021 году музей был присоединён к Галерее Ильи Глазунова.
29 декабря 1993 года в составе культурной делегации правительства Москвы Пензин был принят Папой Римским Иоанном Павлом II и вручил Понтифику реконструированный альбом «Библии для бедных».
С 1993 по 2020 год Библия Кореня экспонировалась на 116 мировых выставочных площадках, последними из которых были музеи белорусских городов Дубровно, Витебска (2019), Минска (2020).
Скончался 9 мая 2022 года.
Был женат и ушёл из семьи после 25 лет семейной жизни.

## Выставки
Участник выставок городских, областных, республиканских, всесоюзных, международных, фестивальных с 1957 года, в том числе, «Первая выставка Мастерской народной графики» (организатор, 1984), «Пензин и его школа» (1997, Москва), «Яркие краски лубка» (1999, Москва).

### Персональные выставки
Москва (1968, Первая персональная выставка в ЦДРИ; 1979), Пенза (1968, 1996), Кострома, Калиниград, Истра (1969), Вологда, Владимир, Пушкин (1970), Череповец, Люберцы (1971), Тула (1982), Мексика, Перу, Колумбия, Эквадор (1981, «Советский лубок»), Тунис (1987), Испания (1989), Австралия (1991), Италия (1992-1994), Югославия (1995), Англия (1997), Франция (2001, главный художник оформления международного фестиваля «ИТЕР-АРТ Балаган» в г. Монпелье).

## Наследие
О деятельности художника созданы фильмы: Пензенская видеоэнциклопедия — XX в., «Виктор Пензин» (1998); «Яркие краски лубка» (1999); «Русский лубок» (2010), «Московский музей народной графики»(2011); Lebt wohl, Genossen! Viktor Penzin (2012).
Работы Виктора Пензина хранятся в российских и зарубежных музеях, в том числе в Апостолической Пинакотеке Ватикана, Берлинском государственном музее (Фонд Лотара Больца — министра иностранных дел ГДР), доме-музее А. Сикейроса в Мехико, в одноименном музее Тиссена-Борнемиса в Мадриде, в галерее г. Пловдива, Государственном Эрмитаже, Государственной Третьяковской галерее, Государственном музее изобразительных искусств им. А. С. Пушкина, Музее-заповеднике «Александровская Слобода», Ярославском государственном историко-архитектурном и художественном музее-заповеднике, Переславcком музее-заповеднике, в Храме Христа Спасителя.
На протяжении жизни Виктор Пензин являлся дарителем художественных произведений в собрания музеев страны. Так, в 1963 году, к 300-летию родного города Пензин подарил картинной галерее им. К. А. Савицкого коллекцию деревянной живописи, состоящую из 75 икон. В 1973 году, к 75-летию Пензенского художественного училища подарил 1,2 тыс. листов русской и зарубежной графики. В 1980 году крупнейшая по составу (579 предметов) и типологии коллекция Пензина мелкой пластики XIX—XX веков была передана в Центральный музей древнерусской культуры и искусства им. Андрея Рублева.

## Внешние видеофайлы
- Художник Виктор Пензин приехал на малую родину — в Пензу // Телеканал «ТВ-Экспресс». 2016.
- ВИКТОР ПЕТРОВИЧ ПЕНЗИН (1938-2022) «Человек должен родиться для своего дела…»
- Ремесло 37: Русский лубок // ZagorodLifeTV